# Об'єднане Командування спеціальних операцій США
Об'єднане Командування спеціальних операцій США (англ. Joint Special Operations Command) — одне з 5 командувань Сил спеціальних операцій США, що організаційно входить до складу Командування ССО і є спільним командуванням для усіх Сил спеціальних операцій, що здійснює безпосереднє їх застосування у найскладніших умовах обстановки.
Основним призначенням Об'єднаного Командування ССО США є постійна ідентифікація та ліквідація загрози терористичних атак у мировому масштабі. Командування є центром перманентного вивчення потреб і методів ведення спеціальних операцій, забезпечення взаємосумісності та стандартизація усіх процедур застосування сил спеціальних операцій, безпосереднє планування та проведення спільних навчань і тренувань сил спеціальних операцій, а також розробка спільної тактики дій ССО і безпосереднє виконання завдань спеціальних операцій по всьому світу.
Об'єднане Командування спеціальних операцій США створене в 1980 році за рекомендацією полковника Чарлі Беквіта, одного з найвідоміших експертів спеціальних операцій, засновника спецпідрозділу «Дельта», по слідах провалу операції «Орлиний кіготь».
Командування територіально розташоване на одному з компонентів бази Форт Брегг — на військово-повітряній базі Поуп Філд — у Північній Кароліні.

## Призначення
Об'єднане Командування спеціальних операцій США є багатофункціональним спільним органом військового управління різнорідних видів збройних сил, призначеним для постійного аналізу й вивчення основних вимог до методів ведення спеціальних операцій, досягнення оперативної взаємосумісності та провадження стандартизованих процедур оснащення, підготовки й застосування сил спеціальних операцій, безпосереднього планування та проведення спільних навчань і тренувань сил спеціальних операцій, а також розробки спільної тактики їх дій, найсучасніших форм й способів застосування ССО. Об'єднане Командування становить основний мозковий центр проведення найскладніших спеціальних операцій, що безпосереднє підпорядковуються йому, а також здійснює загальне керівництво проведенням спільних спеціальних операцій по всьому світу високого ступеня секретності.
Доконче, основна діяльність Командування зосереджена на постійному аналізі, ідентифікації та ліквідації загроз терористичних атак у мировому масштабі. Об'єднане Командування має у своєму підпорядкуванні Частини спеціальних місій, що безпосереднє виконують завдання з протидії тероризму, проведення ударних операцій високого ступеня ризику, ведення спостереження та розвідки у найвіддаленіших регіонах світу у ворожому середовищі, допомога у проведенні спеціальних розвідувальних місій.

## Історія
Формування JSOC здійснювали безліч таємних та прихованих спеціальних операцій по всьому світові, переважна більшість з яких досі є недоступною для широкої громадськості, і деталі проведення операцій такого роду невідомі. До числа спеціальних місій, виконаних Частинами, відносяться допомога італійському спецпідрозділу NOCS з визволення захопленого бойовиками італійських Червоних бригад американського генерал-майора Джеймса Л.Дозіера; участь у операції «Необхідна лютість»; планування рятувальної операції американських заручників у Лівані; визволення заручників на круїзному лайнері MS Achille Lauro у Середземному морі; участь у операції «Справедлива Справа» — вторгненні американських військ на Панаму; пошук, наведення засобів ураження та знищення іракських ракетних комплексів «Скад» під час «Бурі в пустелі»; допомога у миротворчій операції ООН на території Сомалі; розшук військових злочинців колишньої Югославії.

## Формування у складі JSOC
Об'єднане Командування спеціальних операцій має у своєму безпосередньому підпорядкуванні Частини спеціальних місій (англ. Special Mission Units (SMU), основний ударний компонент сил спеціальних операцій США. На ці частини покладаються найскладніші завдання, які розробляє, готує та реалізовує JSOC. За станом на 2015 рік, такими частинами є:
- наземний компонент: армійський спецзагін «Дельта»;
- морський компонент: група морських котиків «DEVGRU» — колишня 6-та команда SEAL;
- повітряний компонент: 24-та ескадрилья спеціальної тактики.

До спеціальних частин та підрозділів, які найчастіше всього залучаються до проведення спеціальних операцій разом з Частинами спеціальних місій відносяться 75-й полк рейнджерів та 160-й авіаційний полк спецоперацій. Комбінація різнорідних компонентів ССО утворює конгломерат сил для виконання специфічних завдань, як то оперативна група 121 та оперативна група 145. Яскравими прикладами проведення спільних операцій такими оперативними групами є пошук та ліквідація Удея та Кусея Хусейнов, розшук Саддама Хусейна, ліквідація Осами бен Ладена в 2011 році, Рейд на Бариш з метою захоплення або знищення Абу Бакра аль-Багдаді.

## Структура JSOC
| Організаційно-штатна структура Об'єднаного Командування спеціальних операцій США |
| -------------------------------------------------------------------------------- |
|                                                                                  |